# Troppo tardi per morire
Troppo tardi per morire (titolo originale Too Late to Die) è un romanzo poliziesco del 1986 dello scrittore statunitense Bill Crider, primo della serie dedicata alle indagini dello sceriffo texano Dan Rhodes. il romanzo ha vinto nel 1987 l'Anthony Award per la migliore opera prima.

## Personaggi
- Dan Rhodes, sceriffo della Blacklin County
- Hack Jensen, aiutante dello sceriffo
- Lawton, secondino

## Edizioni
- Bill Crider, Troppo tardi per morire, traduzione di Franco Salvatorelli, collana Il Giallo Mondadori, n. 1971, Mondadori, 1986,  p. 143.
- Bill Crider, Too Late to Die, Crossroad Press, 2013.